# Sud
|  | Per a altres significats, vegeu «Sud (desambiguació)». |

El sud, migdia o migjorn, és el punt cardinal que cau a la dreta mirant a llevant, diametralment oposat al nord, És la direcció al llarg d'un meridià a 90° en sentit horari de l'est.
El sud sol denominar així tant l'instant cardinal com l'adreça i la comarca inferior d'un país o regió que per convenció eurocèntrica es representa en la posició inferior de mapes i cartes. La recta meridiana sobre l'horitzó el talla en dos punts: el nord i el sud. El que és del sud, està en el sud o pertany al sud, es denomina sureny, austral o meridional.
De vegades s'usa "sud" com a sinònim de Tercer Món o països subdesenvolupats, ja que la majoria d'estats empobrits se situen a l'hemisferi sud.

## Etimologia
La paraula sud és un préstec lèxic del germànic sūþ (possiblement de l'antic fràncic o potser de el gòtic) que significa sud. El terme podria derivar del protogermànic sunþaz a la banda de el sol.
Algunes llengües descriuen el sud de la mateixa manera, pel fet que és la direcció del sol al migdia (a l'hemisferi nord), com el llatí meridies 'migdia, sud’ (de medius 'mitjà' + dies 'dia'). ', cf anglès meridional), mentre que altres descriuen el sud com el costat dret del sol naixent, com l'hebreu bíblic תֵּימָן teiman 'sud’de יָמִין yamin 'dreta', l'arameu תַּימנַא taymna de י״ימָן יָמִין yamin 'dreta' i yamin ܡܢܳܐ taymna de ܝܰܡܝܺܢܳܐ yamina (d'aquí el nom del Iemen, la terra al sud/dreta del Llevant).
Sud s'abreuja de vegades com S.

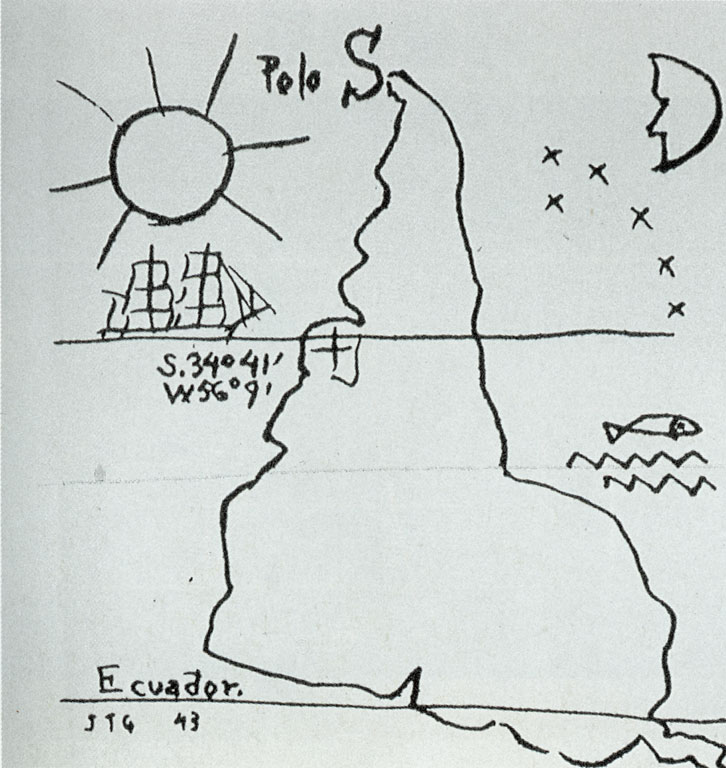
América Invertida, dibuixat l'any 1943, per Joaquim Torres i García

Per convenció, la part inferior o cap avall d'un mapa és al sud, tot i que existeixen mapes invertits que desafien aquesta convenció. Per anar cap al sud amb una brúixola per a la navegació, establiu un rumb o azimut de 180°. Alternativament, a l'hemisferi nord fora dels tròpics, el Sol estarà aproximadament al sud al migdia.

## Pol sud
El pol Sud, conegut també com a pol Sud geogràfic o pol Sud terrestre, és un dels dos punts on l'eix de la terra encreua la superfície. És el punt més austral de la superfície de la Terra i correspon al costat oposat del pol Nord. Està situat al continent de l'Antàrtida, al lloc on es troba l'estació Amundsen-Scott, que es va establir el 1956 i ha estat permanentment habitada des d'aquell any.

## Pol sud magnètic

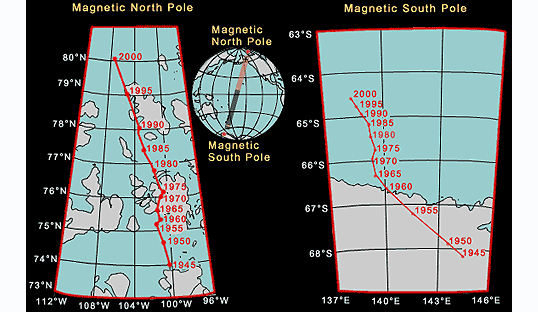
Situació dels pols Nord i Sud magnètics

El pol sud magnètic es defineix com el lloc on el camp magnètic del planeta és perpendicular a la superfície, i és un lloc molt proper al pol Sud geomagnètic i al pol Sud geogràfic, encara que en un sentit estrictament magnètic és un pol Nord, cap on apunta el pol Sud d'una brúixola. La seva posició varia constantment i, fins i tot, pot desplaçar-se fins a l'altre pol, intercanviant la posició amb el pol nord magnètic, circumstància que s'ha donat en nombroses ocasions en la història terrestre a conseqüència de les propietats del camp magnètic terrestre.

## Pol sud geomagnètic
El camp geomagnètic terrestre pot ser aproximat per un dipol inclinat, posicionat al centre de la Terra. El pol Sud geomagnètic és el punt on l'eix d'aquest dipol interseca amb la superfície de la Terra a l'hemisferi sud. Com que el camp no és un dipol exacte, el pol Sud geomagnètic canvia de posició per la mateixa raó que ho fa el magnètic.

## Orientació
La localització del meridió ha estat important en l'orientació i en la navegació, ja que ha servit històricament com a origen per a determinar l'instant del migdia. Alguns dels mètodes investigats en l'antiguitat poden trobar-se recopilats en diferents autors clàssics de llengua castellana. Els sistemes d'orientació i localització mitjançant GPS han deixat obsolets els mètodes anteriors.

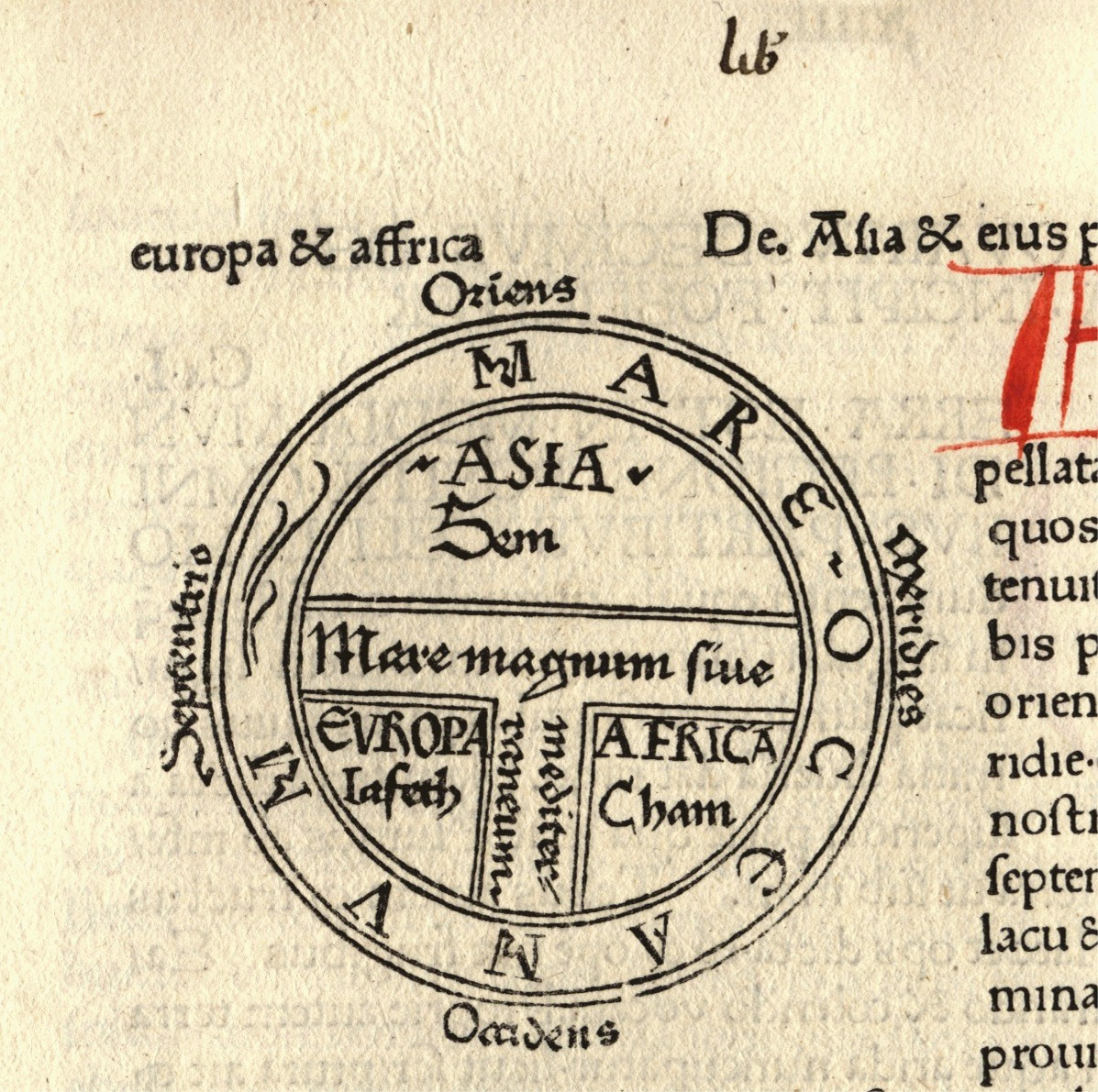
Mapa del Món Conegut en les Etimologies d'Isidoro de Sevilla, amb el sud orientat cap a la dreta.

## Usos geopolítics
L'ús del terme "Sud" també pot ser relatiu al país, especialment en casos de divisió econòmica o cultural notable. Per exemple, el sud dels Estats Units, separat del nord-est dels Estats Units per la línia Mason-Dixon, o el sud d'Anglaterra, que políticament i econòmicament és incomparable amb tot el nord d'Anglaterra.
El Con Sud és el nom que sovint s'anomena la zona més meridional d’Amèrica del Sud que, en forma de "con", gairebé com una gran península, abasta Argentina, Xile, Paraguai, Uruguai i tot el sud del Brasil. Estats brasilers de Rio Grande do Sul, Santa Catarina, Paraná i São Paulo). Poques vegades el significat s'amplia a Bolívia, i en el sentit més restringit només cobreix Xile, Argentina i Uruguai.
Sud-àfrica (país) s'anomena així per la seva ubicació a l'extrem sud d'Àfrica. Quan es va formar, el país va rebre el nom de la Unió Sud-africana en anglès, reflectint el seu origen a partir de la unificació de quatre colònies britàniques antigament separades. Austràlia deriva el seu nom del llatí Terra Australis ("Terra del Sud"), un nom utilitzat per a un hipotètic continent a l'hemisferi sud des de l'antiguitat.
A l'entorn de la Cooperació al Desenvolupament, es denomina Sud o Sud global, al conjunt dels països de renda per capita mitjana i petita, o l'Índex de Desenvolupament de la qual Humà és mitjà o petit, com a conseqüència de la diferència de riquesa amb els països industrialitzats, en la seva majoria situats en el nord. En aquest sentit, és un sinònim aproximat de "països pobres" o "països empobrits". El 95% del nord global té prou menjar i allotjament, i un sistema educatiu que funciona. Al Sud, en canvi, només el 5% de la població té prou menjar i allotjament. Li manca la tecnologia adequada, no té estabilitat política, les economies estan desarticulades i els seus ingressos en divises depenen de les exportacions de productes primaris.

### Usos a Sud-amèrica
Se sol denominar Con Sud a l'àrea d'Amèrica del Sud més austral del continent que, en forma de «con» invertit, gairebé com una gran península, abasta l'Argentina, Xile, Paraguai, l'Uruguai i el sud del Brasil. Rares vegades l'accepció s'amplia a Bolívia, i en el sentit més restringit només sol abastar Xile, l'Argentina i l'Uruguai.
El 1991 els governs de l'Argentina, el Brasil, Paraguai i l'Uruguai inicien un procés d'integració regional anomenat Mercat Comú del sud (Mercosur) i el seu lema és: El nostre nord és el Sud.
El 2008 es va signar a Brasília el tractat constitutiu de la Unió de Nacions Sud-americanes (UNASUR) formada per l'Argentina, Bolívia, el Brasil, Xile, Colòmbia, l'Equador, Guyana, Paraguai, el Perú, Surinam, l'Uruguai i Veneçuela.

## Bibliografiа
- Rigge, W. F «Partial eclipse of the moon, 1918, juny 24». Popular Astronomy, pàg. 373. Bibcode: 1918PA.....26..373R. «rigge1918»
- ; meadows«Solar Observing: Parallactic Angle». Arxivat de l'original el 7 febrer 2009. [Consulta: 15 novembre 2013].
- «Chinese Cosmogony». Arxivat de l'original el 18 desembre 2010. [Consulta: 17 febrer 2007].
- Anderson, Kasper Wrem; Helmke, Christophe. The Personifications of Celestial Water: The Many Guises of the Storm God in the Pantheon and Cosmology of Teotihuacan. 5, 2013, p. 165–196.
- McCluskey, Stephen C. «Hopi and Puebloan Ethnoastronomy and Ethnoscience». A: Handbook of Archaeoastronomy and Ethnoastronomy.  Springer Science+Business Media, 2014, p. 649–658. DOI 10.1007/978-1-4614-6141-8_48. ISBN 978-1-4614-6140-1.
- Curtis, Edward S. The Hopi. 12.  Norwood, Mass.: The Plimpton Press, 1922, p. 246. «Hopi orientation corresponds only approximately with ours, their cardinal points being marked by the solstitial rising and setting points of the sun.... Their cardinal points therefore are not mutually equidistant on the horizon and agree roughly with our semi-cardinal points.»[Enllaç no actiu]
- H. Rodrigues. «The Dikpalas».   www.mahavidya.ca, 22-04-2016. Arxivat de l'original el 12 agost 2018. [Consulta: 12 agost 2018].
- Stephen, Alexander MacGregor. Hopi Journal of Alexander M. Stephen. 23.  Nova York: Columbia University Press, 1936, p. 1190–1191. OCLC 716671864.
- Malotki, Ekkehart. Hopi-Raum: Eine sprachwissenschaftliche Analyse der Raumvorstellungen in der Hopi-Sprache (en alemany). 81.  Gunter Narr Verlag, 1979, p. 165. ISBN 3-87808-081-6.
- U.S. Army, Advanced Map and Aerial Photograph Reading, Headquarters, War Department, Washington, D.C. (17 setembre 1941), Determination of direction by field expedients
- «Notes on the Magnetism of Ships». A: Pamphlets on British shipping. 1785–1861, 1859, p. 8 (p. 433 of PDF). ISBN 0-217-85167-3. «A deviation table having been formed by any of the processes now so generally understood, either on the thirty-two points of the compass, the sixteen intermediate, or the eight principal points»
- Boardman, David. Graphicacy and Geography Teaching, 1983, p. 41. «In particular they should learn that wind direction is always stated as the direction from which, and not to which, the wind is blowing. Once children have grasped these eight points they can learn the full sixteen points of the compass.»
- Webb Aintablian, Xanthe. «An Overview and History of the Compass».  Dotdash, 28-06-2018. Arxivat de l'original el 6 juliol 2018.
- Lee, Robert E. «Compass Rose».  University of Washington, 2011. Arxivat de l'original el 21 febrer 2015.
- United States Hydrographic Office. American Practical Navigator: An Epitome of Navigation and Nautical Astronomy, 1916, p. 15.
- Oxford University Press. The Oxford Companion to Ships and the Sea, 1988. ISBN 0-19-282084-2. «Box the Compass»
- Simpson-Housley, Paul. Taylor & Francis. Antarctica: Exploration, Perception and Metaphor, 2002, p. 24. ISBN 978-0-203-03602-0.
- Glenday, Craig. The Jim Patison Group. Guinness World Records 2014., 2013, p. 76. ISBN 978-1-908843-15-9.
- Berkman, Paul Arthur. Academic Press. Science Into Policy: Global Lessons from Antarctica, 2002, p. 35. ISBN 978-0-12-091560-6.
- Van Doren, Charles Lincoln; McHenry, Robert. Merriam-Webster. Webster's Guide to American History: A Chronological, Geographical, and Biographical Survey and Compendium, 1971, p. 1326. ISBN 978-0-87779-081-5.